# (7464) Vipera
(7464) Vipera est un astéroïde de la ceinture principale.

## Description
(7464) Vipera est un astéroïde de la ceinture principale. Il fut découvert le 15 novembre 1987 à l'Observatoire Kleť par Antonín Mrkos. Il présente une orbite caractérisée par un demi-grand axe de 2,56 UA, une excentricité de 0,27 et une inclinaison de 5,6° par rapport à l'écliptique.

## Compléments